# 김완수 (정치인)
김완수(1939년 5월 10일~)는 조선민주주의인민공화국의 정치인으로, 최고인민회의 부의장을 역임했다.